# 圖像質量評估
圖像質量評估（英語： IQA）是一個量化圖像品質的方法，用來判定圖像準確性的高低。一般使用兩種方法評估圖像質量：主觀評估和客觀評估。主觀評估方法是基於觀看者對圖像的感知評估，能真實反映觀看者的視覺感知。而客觀評估方法是基於數學計算模型來預測圖像質量。
客觀和主觀方法彼此之間並非一定一致，觀看者可能會察覺到一組圖像中質量的明顯差異，而數學模型算法可能觀察不出。
另外，主觀方法成本昂貴，需要大量人員，且不可能實時自動化。因此，圖像質量評估研究的目標是設計基於數學模型的客觀評估算法，該算法應與主觀評估相一致。

## 主觀圖像質量評估
主觀圖像質量評估方法是從人的主觀感知來評估圖像質量，觀察者會觀察原始參考圖像和失真圖像，並給予失真圖像評分。一般採用平均意见分数（英語：Mean Opinion Score，MOS）或平均主觀得分差異（英語：Differential Mean Opinion Score，DMOS）表示。

## 客觀圖像質量評估
客觀圖像質量評估分為全參考圖像質量評估、部分參考圖像質量評估和無參考圖像質量評估三種類型。
- 全參考圖像質量評估（FR-IQA）是指擁有理想質量的參考圖像（例如無失真圖像）的情況下，和測試圖像進行比較，分析測試圖像的失真程度，從而獲得測試圖像的質量評估結果。常用的評估方法主要基於像素統計、信號、結構。例如：比較原始圖像和經由JPEG壓縮後圖像的失真程度。
- 部分參考圖像質量評估（RR-IQA）是指擁有理想質量參考圖像的部分特徵信息，和測試圖像比較分析，從而獲得測試圖像的質量評估結果。由於部分參考質量評估依賴圖像的部分特徵，與圖像整體相比，資料量下降許多，故目前主要應用於圖像傳輸系統中。
- 無參考圖像質量評估（NR-IQA）是指無參考圖像的情況下，直接評估測試圖像的質量。由於一般理想質量的參考圖像很難獲取，故這種完全不依賴參考圖像的質量評估方法應用較廣泛，但也屬於IQA中最具挑戰的問題。常用的評估方法主要基於像素統計特性。

## 圖像質量評估指標
衡量客觀圖像質量評估的指標通常比較模型客觀值與主觀值之間的差異及相關性。常見的方法有兩種，分別是皮爾遜線性相關係數(Pearson linear correlation coefficient，PLCC)和斯皮爾曼等級相關係數(Spearman rank-order correlation coefficient，SROCC)
- 皮爾遜線性相關係數（PLCC）定義：

{\displaystyle PLCC={\frac {\sum _{i=1}^{n}{{(X}_{i}-{\bar {X}})({(Y}_{i}-{\bar {Y}})}}{\sqrt {\sum _{i=1}^{n}{{{(X}_{i}-{\bar {X}})}^{2}\sum _{i=1}^{n}{{(Y}_{i}-{\bar {Y}})}^{2}}}}}}
其中{\displaystyle n}表示測試圖像數，{\displaystyle X_{i}} 、 {\displaystyle Y_{i}}分别表示第 {\displaystyle i} 幅圖像真實分數和測試分數，{\displaystyle {\bar {X}}}、{\displaystyle {\bar {Y}}}分别表示圖像真實分數平均值和測試分數平均值。
皮爾遜線性相關係數的變化範圍為-1到1。
係數的值為1意味著 {\displaystyle X} 和 {\displaystyle Y} 可以直接由直線方程式來描述，所有的數據點都落在同一條直線上，且 {\displaystyle Y} 隨著 {\displaystyle X} 的增加而增加。係數的值為−1意味著所有的數據點都落在直線上，且 {\displaystyle Y} 隨著 {\displaystyle X} 的增加而減少。係數的值為0意味著兩個變數之間沒有線性關係。
故若圖像真實分數與測試分數愈相近，則皮爾遜線性相關係數的值會趨近於1
- 斯皮爾曼等級相關係數（SROCC）定義：

斯皮爾曼相關係數被定義成等級變量之間的皮爾遜線性相關係數。對於樣本容量為 {\displaystyle n} 的樣本， {\displaystyle n} 個原始數據 {\displaystyle X_{i}} 、 {\displaystyle Y_{i}} 被轉換成等級數據 {\displaystyle x_{i}} 、 {\displaystyle y_{i}} ，斯皮爾曼相關係數定義為
{\displaystyle SROCC={\frac {\sum _{i=1}^{n}{{(x}_{i}-{\bar {x}})({(y}_{i}-{\bar {y}})}}{\sqrt {\sum _{i=1}^{n}{{{(x}_{i}-{\bar {x}})}^{2}\sum _{i=1}^{n}{{(y}_{i}-{\bar {y}})}^{2}}}}}}
原始數據依據其在總體數據中平均的降序位置，被分配了一個相應的等級。 如下表所示：
| 變量 {\displaystyle X_{i}} | {\displaystyle x_{i}} 的排名 |
| -------------------------- | ---------------------------- |
| 18                         | 5                            |
| 30                         | 4                            |
| 50                         | 3                            |
| 78                         | 2                            |
| 92                         | 1                            |
實際應用中，變量間的連結是無關緊要的，於是可以通過簡單的步驟計算被觀測的兩個變量的等級的差值 {\displaystyle d_{i}=x_{i}-y_{i}}  則
{\displaystyle SROCC=1-{\frac {6\sum _{i=1}^{n}{d_{i}}^{2}}{n(n^{2}-1)}}\ }
斯皮爾曼相關係數表明 {\displaystyle X} 和 {\displaystyle Y} (依賴變量)的相關方向。 如果當 {\displaystyle X} 增加時，{\displaystyle Y} 趨向於增加，斯皮爾曼相關係數則為正。如果當 {\displaystyle X} 增加時， {\displaystyle Y} 趨向於減少，斯皮爾曼相關係數則為負。 斯皮爾曼相關係數為零表明當 {\displaystyle X} 增加時 {\displaystyle Y} 沒有任何趨向性。 當 {\displaystyle X} 和 {\displaystyle Y} 越來越接近完全的單調相關時，斯皮爾曼相關係數會在絕對值上增加。 當 {\displaystyle X} 和 {\displaystyle Y} 完全單調相關時，斯皮爾曼相關係數的絕對值為 1。 完全的單調遞增關係意味著任意兩對數據 {\displaystyle X_{i}} , {\displaystyle X_{j}} 和 {\displaystyle Y_{i}} , {\displaystyle Y_{j}} , 其中 {\displaystyle X_{i}-X_{j}} 和 {\displaystyle Y_{i}-Y_{j}} 總是同號。 完全的單調遞減關係意味著任意兩對數據 {\displaystyle X_{i}} , {\displaystyle X_{j}} 和 {\displaystyle Y_{i}} , {\displaystyle Y_{j}} , 其中 {\displaystyle X_{i}-X_{j}} 和 {\displaystyle Y_{i}-Y_{j}} 總是異號。